# Мијамото Мусаши
Мијамото Мусаши (宮本 武蔵 ) (око 1584 — 1645) је био јапански мачевалац познат по својим двобојима и јединственом стилу. Оснивач је Нитен ичи-рију стила мачевања и аутор је Књиге пет прстенова (五輪書 ) о стратегији, тактици и филозофији, која се изучава и дан данас.

## Биографија
Шинмен Такезо је рођен у селу Мијамото, у провинцији Мимасака, око 1584. године. Промена његовог правог имена у име Мијамото Мусаши погрешно се везује за истоимену провинцију Мусаши, југозападно од Токија. У то време реформа језика тек је била у развоју и свако иоле писмен могао је да чита и кинески и јапански, па су неки идеограми имали различита значења, у зависности од тога како се читају. Када је Такезо доживео свој духовни преображај, са таквом променом у својој личности одлучио је да промени и своје име. Идеограм којим се писало „Такезо“ другачије се могао прочитати и као „Мусаши“ па тако није морао да мења начин писања свог имена, а Мијамото је додао имену, према селу из ког потиче. Мусашијеви преци су били од моћног клана Харима, са најјужнијег јапанског острва Кјушу. Са седам година, Мусашија усваја ујак свештеник, јер га је отац или напустио или преминуо, а и мајка му је преминула пре тога. Мусаши је већ у 13. години имао свој први двобој из кога је изашао као победник.
Још од најмлађих дана је постао чувен по својој вештини мачевања. Отприлике након 16. године напушта дом и одаје се лутању Јапаном, живећи изван друштва, не чешљајући косу, одричући се жена, посвећен једино (само)остварењу на путу мача. Након велике битке код Секигахаре 1600. године, у којој се борио на пораженој страни, Мусаши одлази у престоницу, Кјото. Године 1605. одлази на југ престонице, у храм Хозоин, учећи технике борбе копљем и мудрости зена. Настављајући да лута земљом, бори се у провинцијама Ига, Изумо и Еду (данашњи Токио). Око 30. године живота одлучује да више не учествује у двобојима. До тада је учествовао у преко шездесет двобоја, из којих је изашао као победник. Након тога се прикључује Токугава војсци.
На својим путовањима среће дечака Јорија, кога усваја као сина и са њим одлази да живи у место Огура, на оству Кјушу. Након шест година проведених у Огури, господар Хосокава га позива као госта у замак Кумамото. Ту остаје неколико година, а време углавном проводи у сликању. 1643. године се повлачи у осаму и пише своје чувено дело Књига пет прстенова (Го рин но шо), само неколико недеља пре смрти, у мају 1645. године. Књига пет прстенова се завршава поглављем Празнине, у коме каже:
| „ | Нека вам је искреност темељ, водите се исправним умом, широко сагледајте борилачку вештину, имајте јасно и исправно разумевање и размишљајте свеобухватно. Сходно томе, празнину ћете начинити путем, и видети пут као празнину. | ” |

Мусаши је говорио да треба учити путеве свих занимања. Он сам, поред тога што је један од највећих јапанских мачевалаца, био је познат и као врстан сликар, песник и скулптор. Његова школа мачевалаштва се звала Нитен, или Два неба, а Мусаши се често приказује са укрштеним мачевима изнад главе.